# Archocentrus multispinosus
Archocentrus multispinosus är en fiskart som först beskrevs av Günther, 1867.  Archocentrus multispinosus ingår i släktet Archocentrus och familjen Cichlidae. Inga underarter finns listade i Catalogue of Life.

## Bildgalleri

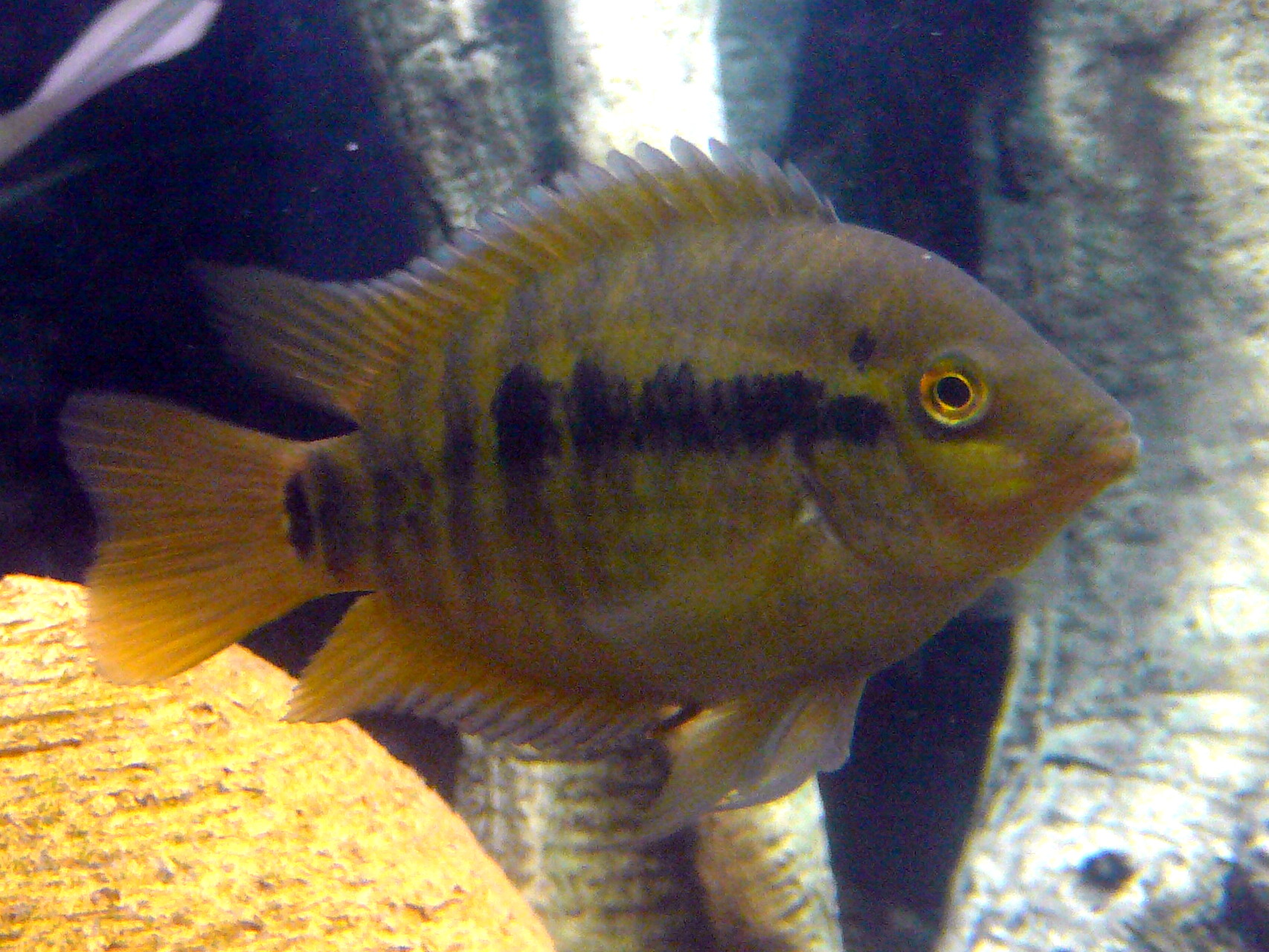